# Filipinski jezici
Filipinski jezici,  važna grana malajsko-polinezijskih jezika koji su rašireni po filipinskim otocima. Sastoji se od nekoliko užih skupina i podskupina koje obuhvaćaju (179) jezika. Glavne skupine su: a. bashiic (3); b. bilic (5); c. centralnoluzonski (10); d. veliki centralnofilipinski (93); e. kalamian (2); f. minahasan (5);  g. sjevernomangyanski (3); h. sjevernoluzonski (52); i. Sangirski jezici (5): j. jezik villa viciosa agta